# Donsinema longisetum
Donsinema longisetum is een rondwormensoort uit de familie van de Anoplostomatidae. De wetenschappelijke naam van de soort is voor het eerst geldig gepubliceerd in 1949 door Allgén.